# Zanzibar Sjever
Zanzibar Sjever (izv. Kaskazini Unguja, Zanzibar North) jedan je od 30 administrativnih regija u Tanzaniji u istočnoj Africi. 
Glavni grad regije je Mkokotoni. Regija obuhvaća sjeverni dio otoka Zanzibar, koje se nalazi u Indijskom oceanu 30 km istočno od obale Tanzanije nasuprot regije Tanga. Površina regije je 470 km².
Prema popisu iz 2002. godine, u regiji Zanzibar Sjever živjelo je 136,953 stanovnika.

## Okruzi
Regija Zanzibar Grad/Zapad ima dva okruga:
- Kaskazini A
- Kaskazini B